# Kent (Schiff, 1820)
Koordinaten: 47° 30′ 0″ N, 9° 45′ 0″ W
Die Kent war ein 1820 vom Stapel gelaufener Ostindienfahrer der Britischen Ostindien-Kompanie. Das Schiff absolvierte für die Gesellschaft zwei Fahrten nach Asien, ehe es auf seiner dritten Überfahrt am 1. März 1825 während eines Sturms in der Biskaya in Brand geriet und sank. 81 Menschen kamen hierbei ums Leben.

## Geschichte
Die Kent entstand unter der Baunummer 181 in der Werft von Money Wigram & Sons in Blackwall und lief am 6. Dezember 1820 vom Stapel. Das Schiff hatte eine Gesamtlänge von etwa 40 Metern, eine Besatzung von etwa 140 Mann und führte eine Bewaffnung von insgesamt 27 Kanonen (14 auf dem Mitteldeck, 13 auf dem Oberdeck) mit sich. Neben Soldaten und Fracht beförderte die Kent auch Passagiere. Ihr Kommandant war bis zum Untergang Henry Cobb. Das Schiff wurde von der Britischen Ostindien-Kompanie betrieben, Eigner war jedoch der Reeder Stewart Marjoribanks.
Nach ihrer Ablieferung an die Britische Ostindien-Kompanie brach die Kent am 14. März 1821 zu ihrer ersten Überfahrt von Cowes nach Asien auf. Bombay erreichte sie am 10. Juni 1821, Singapur am 29. August und Whampoa Island bei Guangzhou am 24. September. Nachdem das Schiff im Dezember den Perlfluss befuhr, beendete es schließlich seine erste Reise am 27. Juni 1822 in The Downs.
Die zweite Reise der Kent führte ab dem 7. Januar 1823 von The Downs nach Penang, wo sie am 1. August eintraf und von dort aus bis zum 21. August nach Singapur fuhr. Zielhafen war erneut Whampoa Island, wo das Schiff am 30. September eintraf. Nach einer erneuten Fahrt über den Perlfluss kehrte es am 22. März 1824 nach The Downs zurück.
Die dritte Überfahrt der Kent nach Asien begann am 19. Februar 1825. An Bord befanden sich neben 148 Besatzungsmitgliedern 20 Offiziere und 344 Soldaten des 31st (Huntingdonshire) Regiment of Foot, einer bis 1881 existierenden Infanterie-Einheit. Zudem fuhren auf dem Schiff 43 angehörige Frauen und 66 Kinder sowie 20 privat reisende Passiere mit.  Insgesamt befanden sich 641 Menschen an Bord. Ziel der Reise waren Bengalen und China.

### Untergang

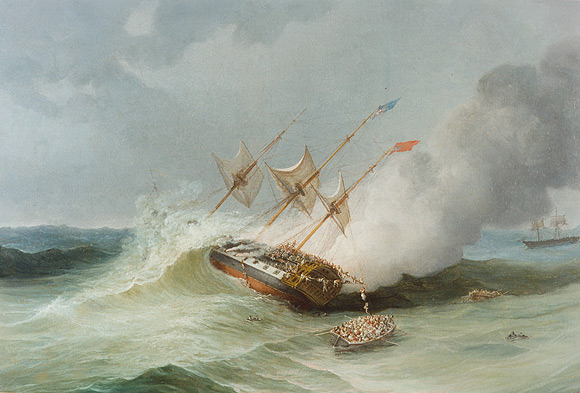
Die brennende Kent (Gemälde von William Daniell, um 1825)

Am 1. März 1825 geriet die Kent in der Biskaya in einen Sturm. Durch den starken Seegang verrutschte laut einem Bericht aus dem Jahr 1832 die Ladung, hierbei liefen auch Fässer mit Spirituosen aus. Beim Versuch die Ladung zu sichern ließ ein Besatzungsmitglied eine Kerze fallen und löste so den Brand aus.
Die sich in der Nähe befindliche Brigantine Cambria, die von London aus mit Minenarbeitern in Richtung Mexiko aufgebrochen war, bemerkte die in Seenot geratene Kent und kam den Überlebenden zur Hilfe. Während die Männer auf der Cambria für ihren Einsatz gelobt wurden, sollen sich die geretteten Besatzungsmitglieder der Kent geweigert haben, mit Booten zum brennenden Schiff zurückzukehren, um weitere Überlebende aufzunehmen. Dies geschah erst auf Androhung des Kapitäns der Cambria, sie sonst nicht an Bord zu lassen. Bis zum Abend waren so etwa 550 Menschen gerettet.
Gegen 2.00 Uhr Ortszeit explodierte die Kent. Am Morgen konnten noch 14 Personen gerettet werden, die sich auf dem noch immer schwimmenden Wrack befanden. Insgesamt kamen beim Unglück 81 Menschen ums Leben: 54 Soldaten, eine Frau, 20 Kinder, ein Seemann und fünf jugendliche Jungen. Mit der Kent ging Ladung im Wert von geschätzten 17.980 Pfund Sterling verloren.

## Rezeption
Der Untergang der Kent wurde in zahlreichen zeitgenössischen Gemälden, Lithografien und Berichten festgehalten. So existieren Darstellungen des Unglücks von bekannten Künstlern wie William Daniell, Thomas Luny und Jean Antoine Théodore Gudin. Eine Lithografie mit dem Titel Loss of the Kent eines unbekannten Künstlers gehört zur Sammlung des National Maritime Museum. Im Jahr 1900 verfasste William McGonagall das Gedicht The Burning of the Ship Kent zur Erinnerung an den Untergang.